# Bourg-Madame
Bourg-Madame település Franciaországban, Pyrénées-Orientales megyében. Lakosainak száma 1194 fő (2022. január 1.). Bourg-Madame Llívia, Puigcerdà, Palau-de-Cerdagne, Ur, Sainte-Léocadie, Nahuja és Osséja községekkel határos.

## Földrajz

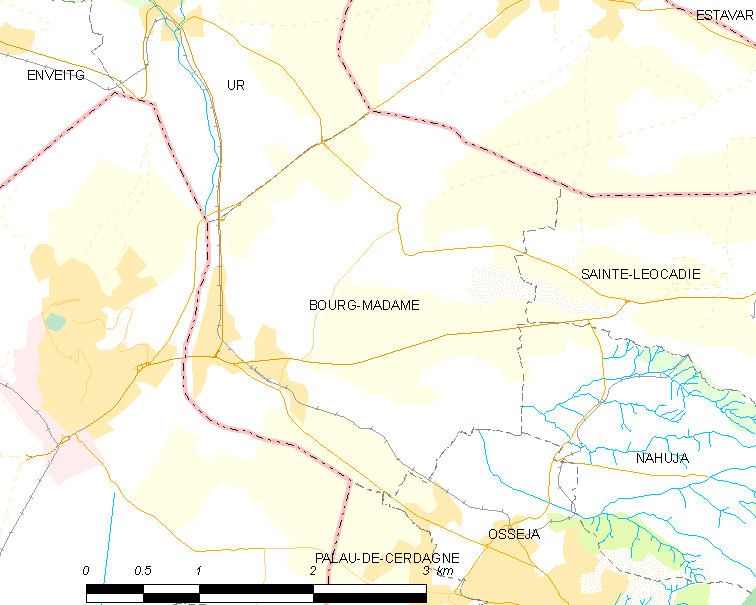
Bourg-Madame és környéke

## Népesség
A település népességének változása:
| Lakosok száma | 1233 | 1214 | 1316 | 1224 | 1215 | 1207 | 1203 | 1204 | 1194 |
|               | 2013 | 2015 | 2016 | 2017 | 2018 | 2019 | 2020 | 2021 | 2022 |